# ویرون هولمبری
ویرون هولمبری (انگلیسی: Weiron Holmberg؛ زادهٔ ۱۸ مارس ۱۹۳۵) بازیگر اهل سوئد است. وی از سال ۱۹۷۸ میلادی تاکنون مشغول فعالیت بوده‌است.
از فیلم‌هایی که وی در آن نقش داشته‌است، می‌توان به بزرگترین سرقت دارودسته ینسون و هری و سونیا اشاره کرد.